# Microthamnium mexicanum
Microthamnium mexicanum là một loài Rêu trong họ Hypnaceae. Loài này được (Besch.) A. Jaeger mô tả khoa học đầu tiên năm 1878.